# Bijela tabija
Bijela tabija (česky doslova bílý bastion) je kulturní památka v hlavním městě Bosny a Hercegoviny, Sarajevu. Nachází se v místní části Vratnik, na jeho samém západním okraji.
Pevnost vznikla historicky na velmi dobře bránitelném místě, nad hlubokým údolím řeky Miljacky, na skalním ostrohu, ke kterýmu je omezený přístup. Ve středověku zde stál hrad Hodjidjed, okolo něhož se rozvinula původní osada, z níž vzniklo město Sarajevo.
Pevnost byla součástí původního městského opevnění této části bosenské metropole, dnes jsou dochovány její zdi a je přístupná turistům. Nabízejí se z ní pohledy na historické centrum Sarajeva. Zbudována byla nejspíše v 16. století, nebo později. V dobách existence socialistické Jugoslávie se jednalo o zanedbanou stavbu, do budoucna má být doplněna o řadu prostor, jako např. výstavní prostory, obchody pro turisty a další.